# 2004 na televisão brasileira
A seguir há uma lista de eventos relacionados à televisão brasileira em 2004. Os eventos listados incluem estreias, cancelamentos e finais de programas de televisão; lançamento, encerramento e rebrandings de canais; estações locais mudando de afiliação de rede; e informações sobre controvérsias e disputas de carregamento.

## Eventos

### Janeiro
| Data | Evento                                                           |
| ---- | ---------------------------------------------------------------- |
| 30   | Na Rede Globo, Carlos Nascimento deixa a bancada do Jornal Hoje. |

### Fevereiro
| Data  | Evento |
| ----- | --- |
| 4     | Na Rede Globo, Evaristo Costa passa a fazer dupla com Sandra Annenberg e substitui Carlos Nascimento no Jornal Hoje. |
| 9     | Na TV Cultura, o Jornal da Cultura ganha novo cenário, vinhetas e grafismos. |
| 9     | Na TV Cultura, o Diário Paulista ganha novo cenário, vinheta e grafismos. |
| 17    | Na RedeTV!, Marcelo Rezende deixa a apresentação do Repórter Cidadão. |
| 18    | Na RedeTV!, Gil Gomes assume a apresentação do Repórter Cidadão, substituindo Marcelo Rezende. |
| 20—28 | As emissoras de TV (exceto a Rede Record) realizam a cobertura do Carnaval de 2004, sendo que: - A Rede Globo exibe o Globeleza, com os desfiles das escolas de samba de São Paulo e Rio de Janeiro; - A Band exibe o Band Folia, mostrando o carnaval de Salvador e o Desfile das Campeãs do Rio de Janeiro; - A RedeTV! exibe o Bastidores do Carnaval, com os flashes ao vivo do carnaval do Rio de Janeiro e São Paulo; - A CNT exibe o Carnaval do Povão, com os desfiles das escolas de samba do Grupo de Acesso A do carnaval do Rio de Janeiro. |
| 29    | O SBT e a TNT transmitem a 76.ª edição do Óscar. |

### Março
| Data | Evento |
| ---- | --- |
| 1.º  | Na Rede Record, Marcelo Rezende assume a apresentação no Cidade Alerta.                                                                                |
| 15   | Na Rede Bandeirantes, Carlos Nascimento assume a bancada do Jornal da Band. O telejornal também estreia novo cenário, vinheta de abertura e grafismos. |

### Abril
| Data | Evento |
| ---- | --- |
| 12   | Na Rede Globo, o Mais Você muda vinheta, logotipo e gráficos. |
| 12   | Na Rede Globo, o Jornal Hoje ganha nova vinheta, logotipo e grafismos. |
| 12   | Na Rede Globo, a Sessão da Tarde ganha nova vinheta, logotipo e grafismos. |
| 12   | Na Rede Globo, o Corujão ganha nova vinheta, logotipo e grafismos. |
| 15   | A Rede Bandeirantes exibe a 50.ª edição do Miss Brasil. |
| 17   | Na Rede Globo, a Sessão de Sábado ganha nova vinheta, logotipo e grafismos. |
| 17   | Na Rede Globo, o Zorra Total ganha nova vinheta, logotipo e grafismos. |
| 18   | Na Rede Globo, o Esporte Espetacular muda de cenário. |
| 18   | Na Rede Globo, A Turma do Didi ganha nova vinheta, logotipo e grafismos. |
| 18   | Na Rede Globo, a Temperatura Máxima ganha nova vinheta, logotipo e grafismos. |
| 28   | Durante a primeira edição do Esporte Total na Rede Bandeirantes, o apresentador Jorge Kajuru quase foi agredido após uma discussão com o boxeador Marinho Soares, um dos convidados do programa. O incidente começou após o jornalista chamar o atleta de "covarde" quando o criticava pelo nocaute dado em Fábio Garrido na luta válida pelo título brasileiro dos meio-pesados, que levou o adversário para a UTI. Marinho respondeu chamando-o de "burro" e se levantou para confrontar o apresentador. Durante a discussão, a atração foi para o intervalo e retornou sem maiores explicações sobre o ocorrido. Na edição noturna do programa, Kajuru se desculpou pelo episódio. Um vídeo interno vazado no YouTube em 2008 mostrou os bastidores do ocorrido durante os comerciais, onde Marinho é contido pela equipe de estúdio da atração. |

### Maio
| Data | Evento                                                                                         |
| ---- | ---------------------------------------------------------------------------------------------- |
| 16   | O SBT exibe a 44.ª edição do Troféu Imprensa, realizado em 5 de março.                         |
| 28   | Na RedeTV!, Gil Gomes deixa a apresentação do Repórter Cidadão.                                |
| 31   | Na RedeTV!, Renato Lombardi assume a apresentação do Repórter Cidadão, substituindo Gil Gomes. |

### Junho
| Data   | Evento |
| ------ | --- |
| 2      | Na Rede Bandeirantes, Jorge Kajuru deixa a apresentação do Esporte Total, sendo substituído interinamente por José Luiz Datena.                                                                                                 |
| 12—4/7 | A Rede Record e SporTV transmitem o Campeonato Europeu de Futebol de 2004. |
| 28     | A Telmex, controladora da Embratel, adquire a participação minoritária com os 49% das ações da NET, dividindo o controle com as Organizações Globo, por meio da holding Globopar, com os 51% ações de participação majoritária. |

### Julho
| Data | Evento |
| ---- | --- |
| 1.º  | As emissoras da Rede Globo promovem a primeira rodada de debates eleitorais com os candidatos a prefeito das Eleições 2004. |
| 6—25 | A Rede Globo e SporTV transmitem a Copa América de 2004.                                                                    |

### Agosto
| Data  | Evento |
| ----- | --- |
| 4     | Parte das emissoras da Rede Bandeirantes promovem debates eleitorais com os candidatos a prefeito nas Eleições 2004. |
| 11—29 | A Rede Globo, Rede Bandeirantes, SporTV, ESPN Brasil e o BandSports transmitem os Jogos Olímpicos de Verão de 2004.  |
| 16    | O SBT estreia sua nova identidade visual.                                                                            |
| 17    | Início do horário eleitoral gratuito do 1.º turno das Eleições 2004.                                                 |
| 30    | Parte das emissoras da Rede Record promovem debates eleitorais com os candidatos a prefeito nas Eleições 2004.       |

### Setembro
| Data | Evento |
| ---- | --- |
| 1    | O SBT transmite a 5.ª edição do Grammy Latino. |
| 20   | A Rede Record teve o sinal cortado para a Região Metropolitana do Rio de Janeiro por cerca de 22 minutos durante a exibição do Repórter Record, enquanto transmitia uma reportagem sobre o projeto Fazenda Nova Canaã, o que foi entendido pela Justiça Eleitoral como uma propaganda subliminar em favor de Marcelo Crivella, candidato do PL à prefeitura do Rio de Janeiro e sobrinho do proprietário do canal Edir Macedo. |
| 27   | Na TV Cultura, a Roda Viva muda sua vinheta de abertura. |
| 30   | Término do horário eleitoral gratuito do 1.º turno das Eleições 2004. |
| 30   | As emissoras da Rede Globo promovem a segunda rodada de debates eleitorais com os candidatos a prefeito das Eleições 2004. |

### Outubro
| Data | Evento |
| ---- | --- |
| 1.º  | A Rede Record volta a ficar fora do ar para a Região Metropolitana do Rio de Janeiro por determinação da Justiça Eleitoral. A emissora teve o sinal cortado por 24 horas após a decisão do juiz Luiz Márcio Victor Alves Pereira entender que programas produzidos pela Igreja Universal do Reino de Deus passaram a usar a divulgação do evento "Rio ao Pé da Cruz" para fazer propaganda subliminar em favor de Marcelo Crivella, candidato do PL à prefeitura do Rio de Janeiro e sobrinho do proprietário do canal Edir Macedo, também líder da igreja e de onde Crivella é bispo licenciado. |
| 11   | A DirecTV Brasil e a Sky Brasil anunciam uma fusão. |
| 14   | Parte das emissoras da Rede Bandeirantes promovem debates eleitorais com os candidatos a prefeito no 2.º turno das Eleições 2004. |
| 17   | Na Rede Globo, o Auto Esporte muda sua vinheta de abertura. |
| 17   | Um homem armado com um revólver calibre 38 invadiu os estúdios da Rede Bandeirantes durante a exibição do Jogo da Vida. Por volta de 17h40, Moacir Camargo Borges entrou na sede da emissora após render um vigilante e invadiu o programa enquanto a apresentadora Márcia Goldschmidt entrevistava o cantor Waguinho. Visivelmente nervoso, Moacir pedia ajuda do programa para reencontrar os filhos e se reconciliar com a esposa, ameaçando atirar caso o programa fosse cortado. A atração permaneceu no ar por cerca de seis minutos e a plateia foi retirada do estúdio. Pouco tempo depois, o homem foi desarmado por um policial à paisana que conseguiu imobilizar e render o invasor, que foi levado para a 34º DP, na Vila Sônia. Abalada pelo incidente, Márcia não retornou ao programa, que foi encerrado com uma hora e meia de antecedência e substituído pelo Vídeos Mais Incríveis. |
| 18   | Início do horário eleitoral gratuito do 2.º turno (onde houver) das Eleições 2004. |
| 18   | Na Rede Record, o Jornal da Record passa a ser apresentado em um newsroom com mezanino. O telejornal também estreia novo cenário, vinheta de abertura e grafismos. |
| 19   | Na Rede Record, Marcos Hummel e Janine Borba assumem a apresentação do Fala Brasil. O telejornal também estreia novo cenário, vinheta de abertura e grafismos. |
| 20   | Na Rede Record, Patrícia Maldonado assume o Tudo a Ver, no lugar de Janine Borba. |
| 24   | Na Rede Globo, o Auto Esporte muda sua vinheta de abertura. |
| 29   | Término do horário eleitoral gratuito do 2.º turno (onde houver) das Eleições 2004. |
| 29   | Parte das emissoras da Rede Globo promovem debates eleitorais com os candidatos a prefeito no 2.º turno das Eleições 2004. |
| 29   | Na Rede Globo, o Cinema Especial ganha nova vinheta, logotipo e grafismos. |

### Novembro
| Data  | Evento                                                 |
| ----- | ------------------------------------------------------ |
| 19—20 | O SBT promove a 7.ª edição do Teleton em prol da AACD. |

### Dezembro
| Data | Evento                                                                           |
| ---- | -------------------------------------------------------------------------------- |
| 13   | Na RedeTV!, o Jornal da TV! muda de cenário, vinheta, logotipo e gráficos.       |
| 26   | A Rede Globo lança seu novo logotipo.                                            |
| 26   | A Rede Record transmite a 35.ª edição do Prêmio Bola de Prata.                   |
| 31   | A Rede Globo e a TV Gazeta transmitem a 80.ª edição da Corrida de São Silvestre. |

## Programas
- Estreia Brasil TV na TV Globo (parabólica analógica).[14][15]

### Janeiro
- 2 de janeiro — Termina Carinha de Anjo no SBT.
- 5 de janeiro
  - Estreia Amor Real no SBT.
  - Estreia Casos da Vida Real no SBT.
  - Reestreia Fascinação no SBT.
  - Reestreia Marimar no SBT.
- 6 de janeiro — Estreia Um Só Coração na Rede Globo.
- 9 de janeiro — Termina Anjo Mau no Vale a Pena Ver de Novo na Rede Globo.
- 11 de janeiro — Termina Terra dos Meninos Pelados na Rede Globo.
- 12 de janeiro — Reestreia Corpo Dourado no Vale a Pena Ver de Novo na Rede Globo.
- 13 de janeiro — Estreia da 4.ª temporada de Big Brother Brasil na Rede Globo.
- 16 de janeiro — Termina a 10.ª temporada de Malhação na Rede Globo.
- 18 de janeiro
  - Termina Jovens Tardes na Rede Globo.
  - Estreia Olá Pai! na Rede Bandeirantes.[16]
- 19 de janeiro
  - Estreia Olhos de Água na Rede Bandeirantes.
  - Estreia da 11.ª temporada de Malhação na Rede Globo.
- 23 de janeiro
  - Termina No Limite da Paixão no SBT.
  - Termina Kubanacan na Rede Globo.
- 26 de janeiro
  - Estreia Da Cor do Pecado na Rede Globo.
  - Estreia Menina Amada Minha no SBT.
  - Termina No Limite da Paixão no SBT.
- 30 de janeiro — Termina Verdade do Povo na Rede Record.
- 31 de janeiro — Termina Noite Afora na RedeTV!.

### Fevereiro
- 13 de fevereiro — Termina Hora da Verdade na Rede Bandeirantes.
- 27 de fevereiro — Termina Casos da Vida Real no SBT.

### Março
- 3 de março — Estreia Friends no SBT.
- 5 de março — Estreia Top Top MTV na MTV Brasil.
- 6 de março — Termina Pedro, o Escamoso na RedeTV!.
- 12 de março — Termina Eliana na Fábrica Maluca na Rede Record.
- 14 de março — Estreia Metamorphoses na Rede Record.
- 15 de março
  - Estreia A Outra no SBT.
  - Estreia Eliana na Rede Record.
- 19 de março — Termina Canal Aberto na RedeTV!.
- 22 de março — Termina Canavial de Paixões no SBT.
- 28 de março — A TV Globo exibe o especial Senna in Concert.[17]
- 29 de março
  - Estreia Sabor e Saúde na RedeTV!.
  - Estreia Morangos com Açúcar na Rede Bandeirantes.[18]
  - Estreia Paixões Ardentes na RedeTV!.

### Abril
- 5 de abril — Estreia Todo Seu na TV Gazeta.
- 6 de abril — Termina a 4.ª temporada do Big Brother Brasil na Rede Globo.
- 8 de abril — Termina Um Só Coração na Rede Globo.
- 11 de abril — Termina Show do Esporte na Rede Bandeirantes.
- 13 de abril — Estreia A Diarista na Rede Globo.
- 14 de abril — Estreia Meu Cunhado no SBT.
- 15 de abril — Estreia da 4.ª temporada de A Grande Família na Rede Globo.
- 18 de abril
  - Estreia Domingo Espetacular na Rede Record.
  - Estreia Sob Nova Direção na Rede Globo.
- 19 de abril — Estreia Tarde Quente na RedeTV!.
- 23 de abril
  - Termina Poucas, Poucas Pulgas no SBT.
  - Termina Fascinação no SBT.
- 25 de abril — Estreia De Olho nas Estrelas na Rede Bandeirantes.
- 26 de abril — Estreia Amy, a Menina da Mochila Azul no SBT.

### Maio
- 7 de maio — Termina Chocolate com Pimenta na Rede Globo.[19]
- 10 de maio — Estreia Cabocla na Rede Globo.[20]
- 16 de maio — Termina ClipMania na Rede Bandeirantes.
- 17 de maio
  - Termina Amor Real no SBT.
  - Termina Niña amada mía no SBT.
- 18 de maio
  - Estreia Casos de Família no SBT.
  - Reestreia Rosalinda no SBT.
  - Estreia Seus Olhos no SBT.
- 22 de maio — Estreia Sétimo Céu no SBT.

### Junho
- 5 de junho — Estreia da 3.ª temporada do Fama na Rede Globo.
- 4 de junho — Termina Corpo Dourado no Vale a Pena Ver de Novo na Rede Globo.
- 7 de junho — Reestreia Terra Nostra no Vale a Pena Ver de Novo na Rede Globo.
- 25 de junho — Termina Celebridade na Rede Globo.
- 28 de junho — Estreia Senhora do Destino na Rede Globo.
- 30 de junho — Termina Paixões Ardentes na RedeTV!.

### Julho
- 31 de julho — Estreia Caixa Preta na Rede Bandeirantes.

### Agosto
- 2 de agosto
  - Reestreia Maria do Bairro no SBT.
  - Estreia Programa Cor-de-Rosa no SBT.
- 6 de agosto
  - Termina Morangos com Açúcar na Rede Bandeirantes.
  - Termina Sexo Frágil na Rede Globo.
- 7 de agosto — Termina a 3.ª temporada de Fama na Rede Globo.
- 8 de agosto
  - Termina Galera na TV Cultura.
  - Termina Todos contra Um no SBT.
- 13 de agosto — Termina A Outra no SBT.
- 15 de agosto
  - Estreia da 4.ª temporada da  Casa dos Artistas no SBT.
  - Estreia Pra Ganhar É Só Rodar no SBT.
  - Termina Olhos de Água na Rede Bandeirantes.
  - Estreia Sem Saída na Rede Record.
- 16 de agosto — Termina Rosalinda no SBT.
- 27 de agosto
  - Termina Da Cor do Pecado na Rede Globo.
  - Termina Metamorphoses na Rede Record.
- 30 de agosto — Estreia Começar de Novo na Rede Globo.

### Setembro
- 10 de setembro — Termina Amy, a Menina da Mochila Azul no SBT.
- 11 de setembro — Termina Falando Francamente no SBT.
- 13 de setembro — Estreia Alegrifes e Rabujos no SBT.
- 24 de setembro — Estreia da 3.ª temporada de Cidade dos Homens na Rede Globo.
- 27 de setembro — Estreia Show do Tom na Rede Record.

### Outubro
- 11 de outubro — Estreia Vila Maluca no RedeTV!.
- 12 de outubro — Termina Eliana na Rede Record.
- 13 de outubro — Estreia Sonia e Você na Rede Record.
- 17 de outubro — Termina a 4.ª temporada de Casa dos Artistas no SBT.
- 18 de outubro
  - Estreia A Escrava Isaura na Rede Record.
  - Estreia Intercine Brasil na TV Globo.
- 22 de outubro — Termina a 3.ª temporada de Cidade dos Homens na Rede Globo.
- 23 de outubro — Termina Caixa Preta na Rede Bandeirantes.
- 24 de outubro — Estreia Gente que Brilha no SBT.
- 25 de outubro
  - Estreia Charme no SBT.
  - Estreia Na Pressão na Rede Bandeirantes.

### Novembro
- 5 de novembro
  - Termina Programa Cor-de-Rosa no SBT.
  - Termina Terra Nostra no Vale a Pena Ver de Novo na Rede Globo.
  - Estreia Os Aspones na Rede Globo.
- 8 de novembro — Reestreia Deus Nos Acuda no Vale a Pena Ver de Novo na Rede Globo.
- 19 de novembro — Termina Cabocla na Rede Globo.
- 22 de novembro
  - Estreia Como uma Onda na Rede Globo.
  - Reestreia Chiquititas no SBT.
- 27 de novembro — A Rede Bandeirantes exibe o Especial Simone.
- 29 de novembro — Reestreia Betty, a Feia na RedeTV!.

### Dezembro
- 3 de dezembro — Termina Gata Selvagem na RedeTV!.
- 4 de dezembro — Termina Seus Olhos no SBT.
- 6 de dezembro — Estreia Esmeralda no SBT.
- 12 de dezembro — Termina Sem Saída na Rede Record.
- 17 de dezembro — Termina Os Aspones na Rede Globo.
- 18 de dezembro — A Rede Globo exibe o Roberto Carlos Especial: 30 Anos.
- 22 de dezembro
  - A Rede Globo exibe o especial Correndo Atrás.
  - A Rede Globo exibe o especial Quem Vai Ficar com Mário?.
- 23 de dezembro
  - Termina a 4.ª temporada de A Grande Família na Rede Globo.
  - A Rede Globo exibe o especial Histórias de Cama e Mesa.
- 26 de dezembro
  - Estreia O Pequeno Alquimista na Rede Globo.
  - Estreia Estação Globo na Rede Globo.
- 28 de dezembro
  - A Rede Globo exibe o especial Programa Novo.
  - A Rede Globo exibe o Vídeo Show Retrô 2004.
- 29 de dezembro
  - Termina Meninas Veneno na MTV Brasil.
  - O SBT exibe o Assim Foi 2004 - Retrospectiva.
- 30 de dezembro — A Rede Globo exibe a sua Retrospectiva 2004.
- 31 de dezembro
  - Termina Xuxa no Mundo da Imaginação na Rede Globo.
  - A Rede Globo exibe o Show da Virada.
  - A Rede Record exibe o Show do Tom Especial de Réveillon.
  - O SBT exibe o Réveillon do Ratinho.

## Emissoras

### Fundações
| Data            | Emissora          | Cidade, UF                | Notas | Ref.                |
| --------------- | ----------------- | ------------------------- | --- | ------------------- |
| 1.º de agosto   | Jetix             | São Paulo, SP             | Canal de televisão por assinatura voltada para o público infantil programada pela The Walt Disney Company América Latina       | [ 21 ]              |
| 1.º de setembro | Universal Channel | Rio de Janeiro, RJ        | Canal de televisão por assinatura voltada para a exibição de séries programada pela Globosat com joint-venture da NBCUniversal | [ 22 ]              |
| 26 de novembro  | Ulbra TV          | Canoas, Rio Grande do Sul | Emissora de televisão pertencente à Universidade Luterana do Brasil, sendo afiliada à STV, somente em caráter experimental     | [ 23 ]              |
| 1.º de dezembro | TV Rá-Tim-Bum     | São Paulo, SP             | Canal de televisão por assinatura voltada para o público infantil programada pela Fundação Padre Anchieta                      | [carece de fontes?] |

### Extinções
| Data            | Emissora    | Cidade, UF         | Notas                                 | Ref.   |
| --------------- | ----------- | ------------------ | ------------------------------------- | ------ |
| 31 de julho     | Fox Kids    | São Paulo, SP      | O canal deu lugar à Jetix             | [ 21 ] |
| 1.º de setembro | USA Network | Rio de Janeiro, RJ | O canal deu lugar à Universal Channel | [ 22 ] |

## Nascimentos
| Data            | Nome                   | Notas | Ref.                |
| --------------- | ---------------------- | --- | ------------------- |
| 1.º de janeiro  | Rafaela Cocal          | Atriz e modelo. Seu principal trabalho na televisão foi na telenovela Terra e Paixão                                                                                              | [carece de fontes?] |
| 8 de janeiro    | Lorena Tucci           | Atriz, influenciadora, dançarina, cantora e compositora. Seu principal trabalho na televisão foi na telenovela Chiquititas                                                        | [carece de fontes?] |
| 2 de fevereiro  | João Guilherme Silva   | Apresentador. Foi assistente de palco do Faustão na Band e comanda o Programa do João. Filho de Faustão                                                                           | [ 24 ]              |
| 14 de fevereiro | Carolina Chamberlain   | Atriz e influenciadora. Seu principal trabalho na televisão foi na telenovela Chiquititas                                                                                         | [ 25 ]              |
| 5 de março      | Amanda Furtado         | Atriz e influenciadora. Seu principal trabalho na televisão foi na telenovela Chiquititas                                                                                         | [ 26 ]              |
| 15 de abril     | Igor Jansen            | Ator. Trabalhos notáveis incluem As Aventuras de Poliana, Poliana Moça e No Rancho Fundo                                                                                          | [ 27 ]              |
| 3 de maio       | Mel Maia               | Atriz. Trabalhos notáveis incluem Avenida Brasil, Joia Rara, Além do Tempo, Liberdade, Liberdade, A Cara do Pai, Deus Salve o Rei, A Dona do Pedaço, Vai na Fé e Os Donos do Jogo | [ 28 ]              |
| 23 de maio      | Matheus Ueta           | Ator, dublador e apresentador. Atuou em Carrossel e A Infância de Romeu e Julieta e apresentou Clube do Carrossel, Bom Dia & Companhia e Carrossel Animado                        | [ 29 ]              |
| 29 de maio      | Bia Jordão             | Atriz e influenciadora. Seu principal trabalho na televisão foi na telenovela Cúmplices de um Resgate                                                                             | [carece de fontes?] |
| 2 de junho      | Paulo Mendes           | Ator, dublador e cantor. Trabalhos notáveis incluem Os Outros, Amor Perfeito, Mania de Você, Três Graças e Dona Beja                                                              | [ 30 ]              |
| 10 de junho     | Duda Batsow            | Atriz. Trabalhos notáveis incluem Amor de Mãe, Todas as Flores e Mania de Você | [ 31 ]              |
| 27 de julho     | Julie Kei              | Atriz. Seu principal trabalho na televisão foi na telenovela Malhação: Viva a Diferença                                                                                           | [ 32 ]              |
| 29 de julho     | Kíria Malheiros        | Atriz. Trabalhos notáveis incluem Salve Jorge, Gaby Estrella, Império, Os Dias Eram Assim e Gênesis                                                                               | [ 33 ]              |
| 10 de agosto    | Bela Fernandes         | Atriz, cantora e apresentadora. Trabalhos notáveis incluem As Aventuras de Poliana e O Zoo da Zu                                                                                  | [ 34 ]              |
| 10 de agosto    | Esther de Oliveira     | Atriz. Trabalhos notáveis incluem Reis e A Rainha da Pérsia | [ 35 ]              |
| 6 de setembro   | Xande Valois           | Ator. Trabalhos notáveis incluem Joia Rara, Êta Mundo Bom! e Se Eu Fechar os Olhos Agora                                                                                          | [ 36 ]              |
| 11 de setembro  | Gabriella Saraivah     | Atriz, cantora e youtuber. Trabalhos notáveis incluem Chiquititas, Além do Tempo e Tudo Igual… SQN                                                                                | [ 37 ]              |
| 22 de setembro  | Duda Matte             | Atriz e cantora. Trabalhos notáveis incluem Carinha de Anjo, Tudo Igual… SQN e Acampamento de Magia para Jovens Bruxos                                                            | [ 38 ]              |
| 28 de outubro   | Alanys Santos          | Atriz. Trabalhos notáveis incluem As Aventuras de Poliana e Guerreiros do Sol | [carece de fontes?] |
| 30 de outubro   | Jesuela Moro           | Atriz. Seus principais trabalhos foram A Vida da Gente e Guerra dos Sexos | [ 39 ]              |
| 6 de novembro   | João Gabriel D'aleluia | Ator. Trabalhos notáveis incluem Se Eu Fechar os Olhos Agora, A Dona do Pedaço e Volta Por Cima                                                                                   | [ 40 ]              |
| 22 de dezembro  | Júlia Svacinna         | Cantora, compositora e atriz. Trabalhos notáveis incluem A Cara do Pai, Se Eu Fechar os Olhos Agora e O Mecanismo                                                                 | [carece de fontes?] |
| 22 de dezembro  | Kadu Schons            | Ator e influenciador. Seu principal trabalho na televisão foi na telenovela Além do Tempo                                                                                         | [ 41 ]              |

## Mortes
| Data           | Nome             | Idade        | Notas | Ref.   |
| -------------- | ---------------- | ------------ | --- | ------ |
| 29 de janeiro  | Leonor Bassères  | 77 (n. 1926) | Escritora. Trabalhos notáveis incluem Vale Tudo, O Primo Basílio, Mico Preto, O Dono do Mundo e Celebridade | [ 42 ] |
| 3 de abril     | Bibi Vogel       | 62 (n. 1942  | Atriz, modelo, cantora e militante feminista. Trabalhos notáveis incluem Nino, o Italianinho, A Morte Transparente e Chiquititas | [ 43 ] |
| 4 de abril     | Fernando Almeida | 29 (n. 1974) | Ator e diretor. Trabalhos notáveis incluem Livre para Voar, Vale Tudo, Lua Cheia de Amor, Sex Appeal e A Padroeira | [ 44 ] |
| 26 de maio     | Renato Master    | 65 (n. 1939) | Ator e dublador. Trabalhos notáveis incluem A Moça que Veio de Longe, As Minas de Prata e O Rei do Gado | [ 45 ] |
| 29 de junho    | Yara Lins        | 74 (n. 1930) | Atriz. Trabalhos notáveis incluem Vitória Bonelli, O Machão, Pai Herói, Selva de Pedra, Kananga do Japão, A História de Ana Raio e Zé Trovão, Éramos Seis e Laços de Família. Célebre por ter sido o primeiro rosto feminino a aparecer na televisão brasileira | [ 46 ] |
| 7 de setembro  | Miriam Pires     | 77 (n. 1927) | Atriz. Trabalhos notáveis incluem Irmãos Coragem, Locomotivas, Baila Comigo, Meus Filhos, Minha Vida, Tieta e Senhora do Destino | [ 47 ] |
| 18 de novembro | Borjalo          | 79 (n. 1925) | Cartunista. Foi diretor da Rede Globo por 36 anos, criador do Zebrinha do Fantástico, do segundo logotipo e de vinhetas da emissora, como a do "plim-plim" | [ 48 ] |
| 24 de dezembro | Eleonor Bruno    | 91 (n. 1913) | Atriz. Trabalhos notáveis incluem Dona Violante Miranda, A Marcha, O Menino Arco-Íris, Beto Rockfeller e Papai Coração | [ 49 ] |